# اوطاط الحاج
اوطاط الحاج (به فرانسوی: Outat El Haj) یک منطقهٔ مسکونی در مراکش است که در استان بولمان واقع شده‌است. اوطاط الحاج ۱۳٬۹۴۵ نفر جمعیت دارد و ۷۸۵ متر بالاتر از سطح دریا واقع شده‌است.